# Огнев, Александр Степанович
Александр Степанович Огнев — советский хозяйственный, государственный и политический деятель.

## Биография
Родился в 1908 году в Туле. Член КПСС с 1931 года.
С 1923 года — на хозяйственной, общественной и политической работе. В 1923—1968 гг. — рабочий железнодорожных мастерских, помощник машиниста, машинист паровоза Тульского паровозного депо, один из первых в СССР стахановцев-кривоносовцев, мастер скоростного вождения поездов, начальник Дзержинской железной дороги, главный ревизор Центрального управления паровозного хозяйства, на руководящих должностях на железнодорожном транспорте СССР.
Избирался депутатом Верховного Совета СССР 1-го созыва.
Умер в 1975 году. Похоронен на Введенском кладбище (29 уч.).
В честь Огнева была названа улица в Луганске.